# HD 58420
HD 58420，又名CD-35 3569，SAO 197951、HR 2829，是一颗恒星，视星等为6.31，位于銀經248.48，銀緯-9.49，其B1900.0坐标为赤經7h 20m 21.1s，赤緯-35° -9.49′ 34″。